# Nuphar microphylla
Nuphar microphylla ist eine Pflanzenart aus der Familie der Seerosengewächse (Nymphaeaceae).

## Merkmale
Nuphar microphylla ist eine Schwimmblattpflanze. Ihr schlankes Rhizom hat einen Durchmesser von 0,5 bis 2,0 Zentimeter. Es sind untergetauchte und auf dem Wasser schwimmende Blätter vorhanden. Die Blattstiele sind dünn gepresst und haben einen Durchmesser von 1 bis 2,5 Millimeter. Die schwimmenden Blattspreiten sind grün bis violett, breit elliptisch bis eiförmig und messen 4,2 bis 13 × 3,2 bis 8 Zentimeter. Sie sind 1,1- bis 1,6-mal so lang wie breit. Auf jeder Seite sind 5 bis 15 Seitenadern vorhanden.  Die Blattspreite ist auf der Unterseite kahl bis dicht flaumig.
Die Blüten haben einen Durchmesser von 1,2 bis 2,1 Zentimeter. Die Blütenstandsachse hat einen Durchmesser von 1,5 bis 4 Millimeter und ist kahl oder gelegentlich behaart. Die meist 5 (selten bis 10) Kelchblätter sind gelb, zur Basis hin grünlich und selten rot gefärbt. Sie sind verkehrt-eiförmig, ihr Spitzen sind abgerundet. Die Kronblätter sind dünn, spatelförmig und gelb-orange. Die Staubbeutel sind gelb, 1 bis 3 Millimeter lang und ungefähr fünfmal kürzer als die Staubfäden. Die Früchte sind kugelförmig-eiförmig bis urnenförmig, grün, braun oder violett gefärbt und messen 1 bis 2,5 × 0,9 bis 2,1 Zentimeter. Sie sind 0,9- bis 2,1-mal so lang wie breit. Die Wände des Fruchtknotens sind glatt. Der schlanke und verlängerte Ansatz der Frucht ist eng, sein Durchmesser beträgt nur 1 bis 3 Millimeter. Er Stelle ist zusammengezogen, gefurcht und in der Regel 0,15-mal so breit wie der Fruchtknoten. Die Narbenscheibe hat einen Durchmesser von 2 bis 6 Millimeter und ist 0,26-mal so breit wie der Fruchtknoten. Sie ist dunkelrot und tief gelappt bis gekerbt. Die 5 bis 11 Narbenstrahlen sind gerade und enden am oder bis 0,2 Millimetern vor dem Rand. Die Samen sind gelblich braun bis braun, eiförmig und messen 3 bis 3,5 × 1,5 bis 2,5 Millimeter.
Die Blütezeit reicht von Juni bis September.
Die Chromosomenzahl beträgt 2n = 34.

## Vorkommen
Nuphar microphylla wächst in ruhigen Seen, Teichen und manchmal auch in langsam strömenden Fließgewässern. Das Areal umfasst das nordöstliche Nordamerika von Nova Scotia westlich bis zum südlichen Manitoba in Kanada und südlich bis zum nördlichen Minnesota und nördlichen Michigan bis New Jersey in den USA. Die Art kommt von Meereshöhe bis in Höhen von 400 Meter vor.

## Systematik
Nuphar microphylla ist der einzige amerikanische Vertreter der ansonsten nur altweltlich verbreiteten Sektion Nuphar aus der Gattung der Teichrosen. Kladistische Analysen von morphologischen sowie von molekularen Daten ergaben eine sehr nahe Verwandtschaft mit der Kleinen Teichrose (Nuphar pumila). In Gebieten, in denen Stierkopf-Teichrose (Nuphar variegata) sympatrisch mit Nuphar microphylla vorkommt, bilden die beiden Arten die teilweise fertile Hybride Nuphar × rubrodisca.

## Nutzung
Die Art scheint Anfang des 19. Jahrhunderts in Europa in Kultur genommen worden zu sein, wo sie wegen ihrer zierlichen Größe als Zierpflanze für Wasserbottiche und Aquarien genutzt wurde.